# 宋鱼水
宋鱼水（1966年2月—），女，汉族，山东蓬莱人，中华人民共和国政治人物，中国共产党党员。中国政法大学民商法学专业毕业，研究生学历，博士学位。第十一届全国人民代表大会北京地区代表。中共十七大、十八大代表，第十九届中央候补委员。现任北京知识产权法院党组成员、副院长，全国妇联副主席（兼）。

## 生平
1989年毕业于中国人民大学法律系法律专业，分配到北京市海淀区人民法院经济审判庭工作。2008年，当选为全国人大代表。2017年10月，中国共产党第十九次全国代表大会上当选中国共产党第十九届中央委员会候补委员。
宋鱼水曾说：我以为私企老板都是资本家，不是什么好人，直到有一位老板请我去参观他的企业才对他有一些好印象。